# Freienstein-Teufen
Freienstein-Teufen (hasta 1958 Freienstein) es una comuna suiza del cantón de Zúrich, situada en el distrito de Bülach. Limita al noroeste con las comunas de Rüdlingen (SH) y Buchberg (SH), al noreste con Berg am Irchel, al este con Buch am Irchel, al sureste con Dättlikon, al sur con Embrach, y al oeste con Rorbas y Eglisau.